# Musikjahr 1437
Liste der Musikjahre

◄◄ | ◄ | 1433 | 1434 | 1435 | 1436 | Musikjahr 1437

Weitere Ereignisse
Dieser Artikel behandelt das Musikjahr 1437.

## Ereignisse

### Heiliges Römisches Reich

#### Alte Eidgenossenschaft
- Der Dichter und Musiker Heinrich Laufenberg, der 1421 capellanus and viceplebanus in Freiburg war und hier 1424 ein Haus gekauft hat, ist 1433 und 1434 als Dekan des St. Mauritius-Chorherrenstift in Rupperswil bei Zofingen nachweisbar und hat sich mindestens bis 1438 in Zofingen aufgehalten.[1] Seine Abwesenheit von seiner Pfründe am Freiburger Münster von 1436 bis 1438 ist dokumentiert. Im Jahr 1437 veröffentlicht er den Spiegel menschlichen Heils, eine etwa 15.000 Zeilen umfassende Übersetzung des Speculum humanae salvationis (deutsch: Spiegel der menschlichen Erlösung).[2]

#### Herzogtum Bayern
- Der Theologe und Schriftsteller Johannes Keck, der 1442 nach seinem Eintritt in ein Benediktinerkloster am Tegernsee seine Abhandlung Introductorium musicae (deutsch: Einführung in die Musik) schreiben wird, ist 1437 in München nachweisbar und erhält dort eine Pfründe an St. Peter.[3]

#### Herzogtum Savoyen
- Der franko-flämische Komponist, Sänger und Musiktheoretiker Guillaume Dufay verlässt Ende Mai 1437 die päpstliche Kapelle und begibt sich wieder nach Savoyen[4], wo er bis 1439 tätig ist.[5][6] Anlässlich einer Pestepidemie komponiert er 1437/38 die Motette O beate Sebastiane.

#### Hochstift Cambrai
- In Cambrai, das im späten 12. und 13. Jahrhundert ein Zentrum der Trouvère-Musik war, finden 1366, 1427, 1428, 1435, 1436 und 1437 jährliche Minnesängerschulen statt.[7]

#### Landgrafschaft Hessen
- In Kassel wird 1437 eine Orgel gebaut, 1448 eine zweite, kleinere Orgel erwähnt.[8]

### Herzogtum Burgund
- Nach den Angaben eines gewissen Guillaume Benoit ist Gilles Binchois am burgundischen Hof Philipps des Guten im Jahr 1427 schon ein Begriff. Weil aber die Gehaltslisten von 1419 bis 1436 fehlen, ist nicht genau bekannt, ab welchem Jahr er tatsächlich der burgundischen Hofkapelle beitritt, um ihr bis 1452 aktiv anzugehören. Der früheste Beleg für seinen dortigen Dienst stellt erst seine Motette Nove cantum melodie dar, komponiert zur Taufe von Anthoine von Burgund, dem Sohn Philipps des Guten und Isabellas von Portugal am 18. Januar 1431.[9] Während seiner Zeit am burgundischen Hof erhält Binchois beträchtliche Zuwendungen, unter anderem bedeutende kirchliche Pfründen: am 7. Januar 1430 bei St. Donatian in Brügge zusammen mit seinem ersten Kanonikat, verbunden mit einer halbjährlichen Residenzpflicht, am 17. Mai 1437 bei St. Waudru in Mons, am Ende seines burgundischen Dienstes 1452 eine bei St. Vincent in Soignies und weitere. Um 1437 wird Binchois Honorarsekretär des burgundischen Hofes. Im Juni 1437 erhebt ihn der Bischof von Cambrai in den Rang eines Subdiakons. Außerdem deutet eine Notiz vom 3. Juli 1437 darauf hin, dass Binchois offenbar auch in dem Ruf eines Heilers stand oder entsprechende Verbindungen hatte: Er beschafft der Herzogin einen Ring gegen Zahnschmerzen und erhält dafür 28 Sous.[9]

### Italienische Staaten

#### Grafschaft Urbino
- Der italienische Tänzer, Tanzmeister und Tanztheoretiker Guglielmo Ebreo da Pesaro hält sich 1437 bei der Hochzeit von Federico da Montefeltro in Urbino auf.[10]

#### Kirchenstaat
- Der franko-flämische Komponist, Sänger und Musiktheoretiker Guillaume Dufay, der seit Dezember 1428 Mitglied der päpstlichen Kapelle in Rom war[4][11] und – nach Beurlaubung durch den Papst – in den Jahren 1433 bis 1435 für Herzog Amadeus VIII. von Savoyen in Chambéry als maistre de chapelle (Kapellmeister) gearbeitet hat, kehrt 1435 in die päpstliche Kapelle zurück und ist hier bis Mai 1437 tätig.[4][11] „In einem päpstlichen Brief vom 5. Mai 1437 wird“ Dufay „erstmals mit einem Bachelor of Laws erwähnt, den er durch päpstlichen Erlass erworben haben muss“. Ende Mai 1437 verlässt Dufay die päpstliche Kapelle und begibt sich wieder nach Savoyen.[4]
- In den Jahren 1425–1427 und 1436–1437 gibt es Versuche Knaben als Chorsänger der päpstlichen Kapelle in Rom einzusetzen. Beide Versuche scheitern und es bleibt beim Einsatz ausschließlich erwachsener Sänger, wobei „der Sopranpart ... zunächst von Falsettisten und ab Mitte des 16. Jahrhunderts zunehmend von Kastraten gesungen“ wird.[12]

#### Republik Florenz
- Der Sänger Antonio Guido hat seinen ersten Auftritt 1437 „auf der Piazza San Martino in Florenz ..., auf der an Feiertagen die Vorführungen der canti in panca“ stattfinden.[13]
- Der italienische Organist und Komponist Antonio Squarcialupi, der ab Januar 1431 Organist der Kirche Orsanmichele in Florenz war, erhält 1432 eine Anstellung als Domorganist im Dom von Florenz, die er bis zu seinem Tod im Jahr 1480 innehat. Möglicherweise hat ihm der Organist und Orgelbauer Matteo di Paola da Prato diese Stelle vermittelt.[14][15] Im Jahr 1437 wird er Mitglied der Compagnie dei Laudesi der Kirche San Zanobi in Florenz, einer Laienbruderschaft, deren Mitglieder sich der Verehrung der Jungfrau Maria durch das Singen religiöser Lieder (Laudi) widmet.[16] Als Orgelexperte reist er um 1437–1438 nach Volterra, 1450 nach Neapel und Siena, 1455 nach Mailand und 1467 nach Pistoia.[15]

#### Signoria d'Este
- Der flämische Komponist, Sänger und Musiktheoretiker Guillaume Dufay, der eine Ballade für Niccolò III. d’Este komponierte, hat möglicherweise 1433, mit Sicherheit aber 1437 den Hof des Markgrafen besucht.[17]
- Der Gelehrte und Humanist Guarino da Verona, der seit 1429 in Ferrara tätig ist, erstellt 1433 für den jungen Leonello, Sohn von Niccolò III. d’Este, ein libro de canto (Gesangbuch), 1437 ein regole de canto (Buch mit Gesangsregeln).[17]

#### Republik Venedig
- Der italienische Komponist Christoforus de Monte ist vom 17. Mai 1432 bis zum 29. April 1437 als Mansionarius der Kathedrale von Udine tätig.[18][19]
- Der italienische Komponist Petrus Rubeus ist von 1424 bis 1425 und 1437 bis 1439 in Treviso als scolasticus (Lehrer der Chorknaben) tätig.[20]
- Der Domchor der Stadt Treviso, „der sich in der ersten Hälfte des 14. Jahrhunderts aus einer früheren Chorschule entwickelte“ und „eine solide Grundlage für das musikalische Leben der Stadt“ bildet, erhält 1437 einen starken Aufschwung, „als Bischof Lodovico Barbo einen Teil der Einnahmen des Ospedale di S. Giacomo del Schirial für den Unterhalt von zwölf geistlichen Sängern“ bereitstellt.[21]

### Königreich England
- Der englische Komponist John Benet ist möglicherweise von 1437 bis 1441 Chorvikar der Kathedrale von Lincoln.[22]
- Der englische Komponist John Dunstable ist vermutlich seit 1427 canonicus und musicus in Diensten des Herzogs von Bedford, der nach dem Tod seines Bruders, König Heinrichs V., von 1422 bis 1435 Regent von Frankreich ist. Die Schenkung von Ländereien in der Normandie an Dunstable, die erste davon im Jahr 1437, ist der einzige indirekte Beleg dafür, dass der Komponist für den Herzog tätig ist. Gleichzeitig dürfte er von 1427 bis 1436 auch im Dienste der Königin Johanna von Navarra gestanden haben.[23]

## Geboren

### Genaues Geburtsdatum unbekannt
- Isaac ben Judah Abrabanel, Philosoph, Bibelexeget und Musiktheoretiker († 1508)[24]

## Gestorben

### Gestorben nach 1437
- Cristoforus de Monte, italienischer Komponist (* vor 1382)[25]